# ダニエル・ジェームス
ダニエル・ジェームス（Daniel James、1981年12月31日 - ）は、アメリカの男性総合格闘家。アメリカイリノイ州出身。Midwest training center所属。

## 来歴
シカゴの治安の悪い地域で育ち、5歳から15歳までボクシング、学生時代はバスケットボールに取り組む。格闘技を通じて規律を学び、ボディガードやフィットネストレーナーとして活動。
2014年にBellatorで総合格闘家としてプロデビュー後、LFAやACAなどに出場。強打を武器に数々のTKO勝利を挙げるも、体重超過やドーピングでの失格や出場停止も経験。2024年にはPFLでゴルムにTKO勝利するも、ドーピングにより2025年1月まで出場停止となった。
2025年5月4日にRIZINが開催したRIZIN男祭りで行われたヘビー級トーナメントに出場。1回戦でマレク・サモチュクと対戦し、0-3の判定負け。前日計量で契約体重を800gオーバーしたが、超過体重が1.00kg未満のため特別規定に則りノーコンテストを適用せずにトーナメント公式戦として試合を実施し、レッドカード提示による減点50のペナルティを課された。

## 戦績

### プロ総合格闘技
| 総合格闘技 戦績 | 総合格闘技 戦績 | 総合格闘技 戦績 | 総合格闘技 戦績 | 総合格闘技 戦績 | 総合格闘技 戦績 | 総合格闘技 戦績 |
| --------------- | --------------- | --------------- | --------------- | --------------- | --------------- | --------------- |
| 25 試合         | (T)KO           | 一本            | 判定            | その他          | 引き分け        | 無効試合        |
| 15 勝           | 10              | 4               | 1               | 0               | 1               | 1               |
| 8 敗            | 1               | 1               | 5               | 1               | 1               | 1               |

| 勝敗 | 対戦相手                   | 試合結果                                 | 大会名                                            | 開催年月日     |
| ×    | マレク・サモチュク         | 5分3R終了 判定0-3                        | RIZIN男祭り 【RIZINヘビー級WORLDグランプリ1回戦】 | 2025年5月4日   |
| ○    | マルセロ・ゴルム           | 1R 2:09 TKO (パウンド)                   | PFL 1: 2024 Regular Season                        | 2024年4月4日   |
| ×    | ゴカン・サリカム           | 5分3R終了 判定0-3                        | Bellator 297: Nemkov vs. Romero                   | 2023年6月16日  |
| ○    | マルセロ・ゴルム           | 3R 0:26 KO (パンチ)                      | Bellator 293: Golm vs. James                      | 2023年3月31日  |
| ー   | タイレル・フォーチュン     | 2R 0:27 ノーコンテスト（ジェームスの肘） | Bellator 288: Nemkov vs. Anderson 2               | 2022年11月18日 |
| ○    | デニス・スモルダレフ       | 1R 1:41 KO（パンチ）                     | ACA 136: Bukuev vs. Akopyan                       | 2022年2月26日  |
| ○    | ラファエロ・ペソア         | 2R 2:15 TKO (パウンド)                   | ACA 132: Johnson vs. Vakhaev                      | 2021年11月19日 |
| ○    | トーマス・パクティンスカス | 1R 4:34 KO（パンチ）                     | ACA 128: Goncharov vs. Omielańczuk                | 2021年9月11日  |
| ×    | ダニエル・オミエランチュク | 5分3R終了 判定0-3                        | ACA 122: Johnson vs. Poberezhets                  | 2021年4月23日  |
| ○    | ミハル・マルティネク       | 2R 3:32 KO（パンチ）                     | ACA 114                                           | 2020年11月26日 |
| ×    | ルスラン・マゴメドフ       | 5分3R終了 判定0-3                        | ACA 101                                           | 2019年11月15日 |
| ×    | ブレット・マーティン       | 5R 1:12 失格（反則の膝）                 | LFA 77: James vs. Martin                          | 2019年9月27日  |
| ○    | パトリック・マーティン     | 1R 2:09 TKO (パウンド)                   | LFA 67: James vs. Martin                          | 2019年5月24日  |
| ○    | カリン・ハル               | 2R 0:32 KO（パンチ）                     | LFA 50: Allen vs. Hiley                           | 2018年9月21日  |
| ○    | ザック・ロソル             | 3R 4:58 キムラロック                     | Victory FC: Fight Night Waterloo 2                | 2017年11月22日 |
| ×    | ダニエル・ギャレモア       | 1R 1:24 ギロチンチョーク                 | Victory FC 57                                     | 2017年5月5日   |
| ○    | クリス・ビール             | 2R 0:38 KO（パンチ）                     | XFO 60                                            | 2017年3月11日  |
| △    | ジョン・ホーク             | 5分3R終了 ドロー                         | Big Guns 21                                       | 2016年11月19日 |
| ×    | アーノルド・アダムス       | 1R 2:06 KO（パンチ）                     | HFC 27: Adams vs. James                           | 2016年2月6日   |
| ○    | パット・ハーマン           | 1R 2:33 リアネイキッドチョーク           | HFC 25: Hovermale vs. Vazquez                     | 2015年9月25日  |
| ○    | ジェイソン・ウォルレイブン | 1R 2:55 キムラロック                     | Super Brawl Showdown 1                            | 2015年1月30日  |
| ○    | アーロン・ウェア           | 5分3R終了 判定3-0                        | XFO 54                                            | 2014年11月22日 |
| ○    | ライアン・ポクリフキー     | 2R 3:38 KO（パンチ）                     | XFO 53                                            | 2014年10月11日 |
| ×    | リロイ・ジョンソン         | 5分3R終了 判定0-3                        | NAAFS: Fight Night In The Flats 10                | 2014年6月7日   |
| ○    | エリック・コレア           | 2R 4:30 KO（パンチ）                     | Bellator 112                                      | 2014年3月14日  |